# Laouamra
Laouamra (franska: Laouamra (CR), Laouamra (Commune Rurale), arabiska: العرائش (البلدية)) är en kommun i Marocko.   Den ligger i provinsen Larache och regionen Tanger-Tétouan-Al Hoceïma, i den norra delen av landet, 130 km nordost om huvudstaden Rabat. Antalet invånare är 35 161.